# Scioto
La Scioto ( : Scioto River) est une rivière des États-Unis, dans l'État de l'Ohio, longue de 372 km, et un affluent de l'Ohio, donc un sous-affluent du Mississippi.

## Parcours
La rivière Scioto prend sa source dans le comté d'Auglaize au centre-ouest de l'Ohio puis s'écoule généralement vers le sud en traversant la ville de Columbus où elle reçoit les eaux de son principal affluent, la rivière Olentangy, et finalement se jette dans la rivière Ohio au niveau de Portsmouth.

## Économie
La vallée de la rivière Scioto est très large comparée à la taille de la rivière et est une zone d'agriculture extensive où la terre est fertile grâce aux dépôts des anciens glaciers présents lors de la dernière glaciation. On y cultive notamment une espèce endémique de maïs au vertus thérapeutiques.
Deux barrages sont construits sur la rivière et permettent de créer des lacs artificiels utilisés pour l'alimentation en eau potable de la ville de Columbus.